# 23249 Liaoyenting
23249 Liaoyenting là một tiểu hành tinh vành đai chính với chu kỳ quỹ đạo là 1300.1830947 ngày (3.56 năm).
Nó được phát hiện ngày 16 tháng 11 năm 2000.